# Liste des sites mégalithiques dans La Rioja
Cette liste non exhaustive recense les principaux sites mégalithiques dans La Rioja, en Espagne.

## Cartographie
Localisation des principaux sites mégalithiques dans La Rioja
| : Complexes mégalithiques · : Alignements, henges, cromlechs · : Dolmens, menhirs, tumulus, cairns · |

## Liste
| Site                             | Type   | Commune                     | Notes           | Coordonnées                                             | Image |
| -------------------------------- | ------ | --------------------------- | --------------- | ------------------------------------------------------- | ----- |
| Dolmen de Unión                  | Dolmen | Clavijo                     | détruit en 1981 |                                                         |       |
| Dolmens de la Peña Guerra        | Dolmen | Nalda                       | 3 dolmens       | 42° 19′ 13″ N, 2° 27′ 20″ O 42° 19′ 08″ N, 2° 27′ 31″ O |       |
| Dolmen La Cascaja                | Dolmen | San Vicente de la Sonsierra |                 | 42° 34′ 58″ N, 2° 43′ 35″ O                             |       |
| Menhir de de Peña Lacha          | Menhir | San Vicente de la Sonsierra |                 | 42° 35′ 40″ N, 2° 44′ 14″ O                             |       |
| Dolmen del Barranco de la Cadena | Dolmen | Soto en Cameros             |                 | 42° 17′ 04″ N, 2° 26′ 44″ O                             |       |
| Dolmen del Collado del Mallo     | Dolmen | Soto en Cameros             |                 | 42° 18′ 23″ N, 2° 26′ 52″ O                             |       |
| Dolmen del Collado Palomero      | Dolmen | Soto en Cameros             |                 | 42° 16′ 22″ N, 2° 27′ 59″ O                             |       |
| Portillo de los Ladrones         | Dolmen | Viguera                     |                 | 42° 16′ 10″ N, 2° 32′ 28″ O                             |       |